# Екстернщайне
Екстернщайне (на немски: Externsteine) е скално образувание, наричано още „Горското светилище“. Разположено е в Тевтобурските гори в Северна Германия, провинция Северен Рейн-Вестфалия.
Скалната формация представлява 5 неравни колони, издигащи се на 30 метра от земята. Това невероятно място, заобиколено от хиляди легенди и митове.
Според някои от легендите, това кътче през каменната ера е било светилище, където се провеждали важни церемонии. Когато в Германия през 722 г. е въведено християнството, тогава Екстернщайне става убежище за християнски отшелници.
От Средновековието до днес Екстернщайне е била затвор, палат, крепост, но винаги - свято място и място за поклонение, а сега е едно от най-посещаваните туристически атракции в Германия.